# اردوگاه‌های کار اجباری سین‌کیانگ
اردوگاه‌های بازآموزی سین‌کیانگ که از سوی دولت جمهوری خلق چین مراکز تربیت و آموزش فنی حرفه ای خوانده می‌شوند توقیفگاه‌هایی هستند که از سوی دولت سین‌کیانگ به منظور شستشوی مغزی اویغورها به عنوان بخشی از «جنگ خلق با ترور» از سال ۲۰۱۷ اداره می‌شوند. این اردوگاه‌ها در دولت شی جین پینگ دبیرکل حزب کمونیست چین ایجاد شدند.
تا تاریخ ۲۰۱۸، تخمین زده می‌شد مقامات چینی صدها هزار و شاید یک میلیون اویغور و نیز دیگر مسلمانان از جمله قزاق‌ها، قرقیزها و دیگر اقوام ترکی‌تبار و نیز برخی خارجیان را در آن نگه می‌دارند.